# Trachemys decussata
La tortuga cubana (Trachemys decussata) es una especie de tortuga de la familia Emydidae. Es originaria de Cuba e Isla de la Juventud, pero también se ha introducido en Gran Caimán y Caimán Brac, en las Islas Caimán, y en Marie Galante (Guadalupe).

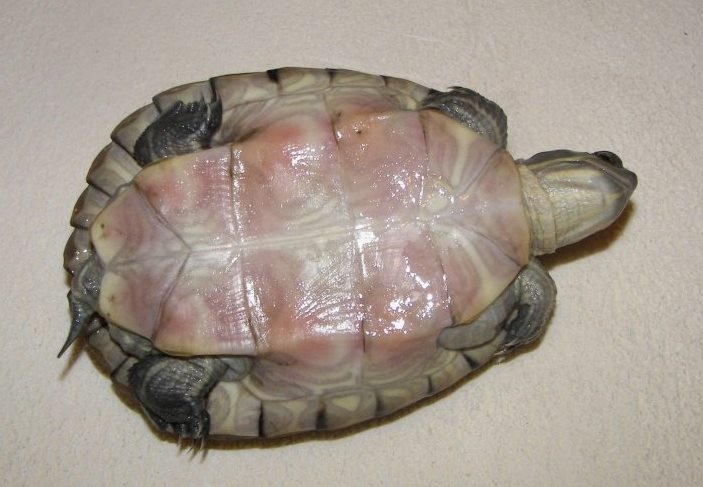
Plastrón de T. decussata angusta